# Duke Dumont
Duke Dumont, artiestennaam van Adam George Dyment (27 augustus 1982) is een Brits live-dj.

## Biografie
Duke Dumont werd in 2013 bekend met de single Need U (100 %). De opvolger van deze single I Got U scoorde nog beter en behaalde platina in het Verenigd Koninkrijk. Hij is eigenaar van zijn eigen label Blasé Boys Club en gebruikt deze naam tevens als alias bij het produceren van nummers. In 2014 werd Need U (100%) genomineerd voor beste dancenummer bij de 56e Grammy Awards.
In 2023 komt hij weer onder de aandacht door een samenwerking met Purple Disco Machine en Nothing but Thieves op de single Something on My Mind.

## Discografie
| Single met eventuele hitnotering(en) in de Nederlandse Top 40 | Datum van verschijnen | Datum van binnenkomst | Hoogste positie | Aantal weken | Opmerkingen                                    |
| ------------------------------------------------------------- | --------------------- | --------------------- | --------------- | ------------ | ---------------------------------------------- |
| Need U (100%)                                                 | 2013                  | 16-02-2013            | 18              | 11           |                                                |
| I Got U                                                       | 2014                  | 25-02-2014            | tip5            |              | met Jax Jones                                  |
| Won't Look Back                                               | 2014                  | 06-09-2014            | tip1            |              |                                                |
| Ocean Drive                                                   | 2015                  | 05-03-2016            | 34              | 4            |                                                |
| Love Song                                                     | 2020                  | 04-04-2020            | tip14           | 4            |                                                |
| Something on My Mind                                          | 2023                  | 09-09-2023            | tip7            | 3            | met Purple Disco Machine & Nothing but Thieves |

| Single met hitnotering(en) in de Vlaamse Ultratop 50 | Datum van verschijnen | Datum van binnenkomst | Hoogste positie | Aantal weken | Opmerkingen   |
| ---------------------------------------------------- | --------------------- | --------------------- | --------------- | ------------ | ------------- |
| The Giver                                            | 2012                  | 24-11-2012            | tip61           |              |               |
| Need U (100 %)                                       | 2013                  | 16-03-2013            | 17              | 14           | met A*M*E     |
| I Got U                                              | 2014                  | 22-02-2014            | 14              | 16           | met Jax Jones |
| Won't Look Back                                      | 2014                  | 09-08-2014            | tip4            |              |               |
| Ocean Drive                                          | 2015                  | 22-08-2015            | tip6            |              |               |

- Gemeinsame Normdatei: 1210303558
- International Standard Name Identifier: 0000 0004 3676 9815
- Library of Congress Control Number: n2014052945
- MusicBrainz: 6060d1bb-94f8-4863-89b9-425487f2f6b2
- Virtual International Authority File: 310615401